# Acteon retusus
Acteon retusus is een slakkensoort uit de familie van de Acteonidae. De wetenschappelijke naam van de soort is voor het eerst geldig gepubliceerd in 1907 door Verco.